# باز نوکلئوتیدی
باز نوکلئوتیدی (Nucleobase) عبارتند از بازهای دارای نیتروژن که در نوکلئوزیدها، نوکلئوتیدها، RNA و DNA یافت می‌شوند.
نوکلئوبازهای اولیه عبارتند از: سیتوزین، گوانین، آدنین (در DNA و RNA)، تیمین (فقط DNA) و یوراسیل (فقط RNA)، با نام اختصاری C, G،A ,T،U.
پورین‌ها به همراه پیریمیدین‌ها سازنده بازهای آلی هستند که در ساختار دی‌ان‌ای به صورت نوکلئوتید شرکت دارند.

## انواع بازهای نوکلئوتیدی
در انسان چهار باز نوکلئوتیدی در RNA و چهار باز نوکلئوتیدی در DNA وجود دارد.
بازهای نوکلئوتیدی در RNA عبارت است از:
- اوراسیل
- آدنین
- گوانین
- سیتوزین

بازهای نوکلئوتیدی در DNA عبارت است از:
- تیمین
- آدنین
- گوانین
- سیتوزین

در RNA به جای باز نوکلئوتیدی تیمین، باز نوکلئوتیدی اوراسیل وجود دارد.

## بازهای نوکلئوتیدی در DNA
دئوکسی ریبوز: بازهای نوکلئوتیدی در ساختمان DNA به گروه‌های قند دزوکسی‌ریبوز (دئوکسی ریبوز) متصل‌اند.
در نتیجه نوکلئوتید‌های دی ان ای با نوکلئوتید‌های آر ان ای کاملاً متفاوت اند و در مجموع هشت نوع نوکلئوتید مختلف در نوکلئیک اسید‌ها موجود است؛ زیرا در یک نوکلئوتید دی ان ای با باز آلی سیتوزین قند دئوکسی ریبوز وجود دارد در حالی که در نوکلئوتید آر ان ای با باز آلی سیتوزین قند ریبوز جای دئوکسی ریبوز را گرفته‌است و در نتیجه این دو نوکلئوتید از نظر قند با یکدیگر متفاوت و از نظر ساختاری با هم متفاوت اند و هر کدام از یک نوع می‌باشند. پس نوکلئوتید دی ان ای با نوکلوتید آر ان ای به هیچ عنوان مشابه و از یک نوع نیست زیرا در نوع قند با آن تفاوت دارد.